# Saundby
Saundby – wieś w Anglii, w hrabstwie Nottinghamshire. Leży 53 km na północny wschód od miasta Nottingham i 214 km na północ od Londynu.